# يوليا ألكسندروفا
يوليا ألكسندروفا (بالروسية: Юлия Ивановна Александрова)‏ هي مجدفة روسية، ولدت في 6 مارس 1979.

## وصلات خارجية
- يوليا ألكسندروفا على موقع الاتحاد الدولي للتجديف (الإنجليزية)
- يوليا ألكسندروفا على موقع أوليمبيديا (الإنجليزية)